# Die Pfeffermühle

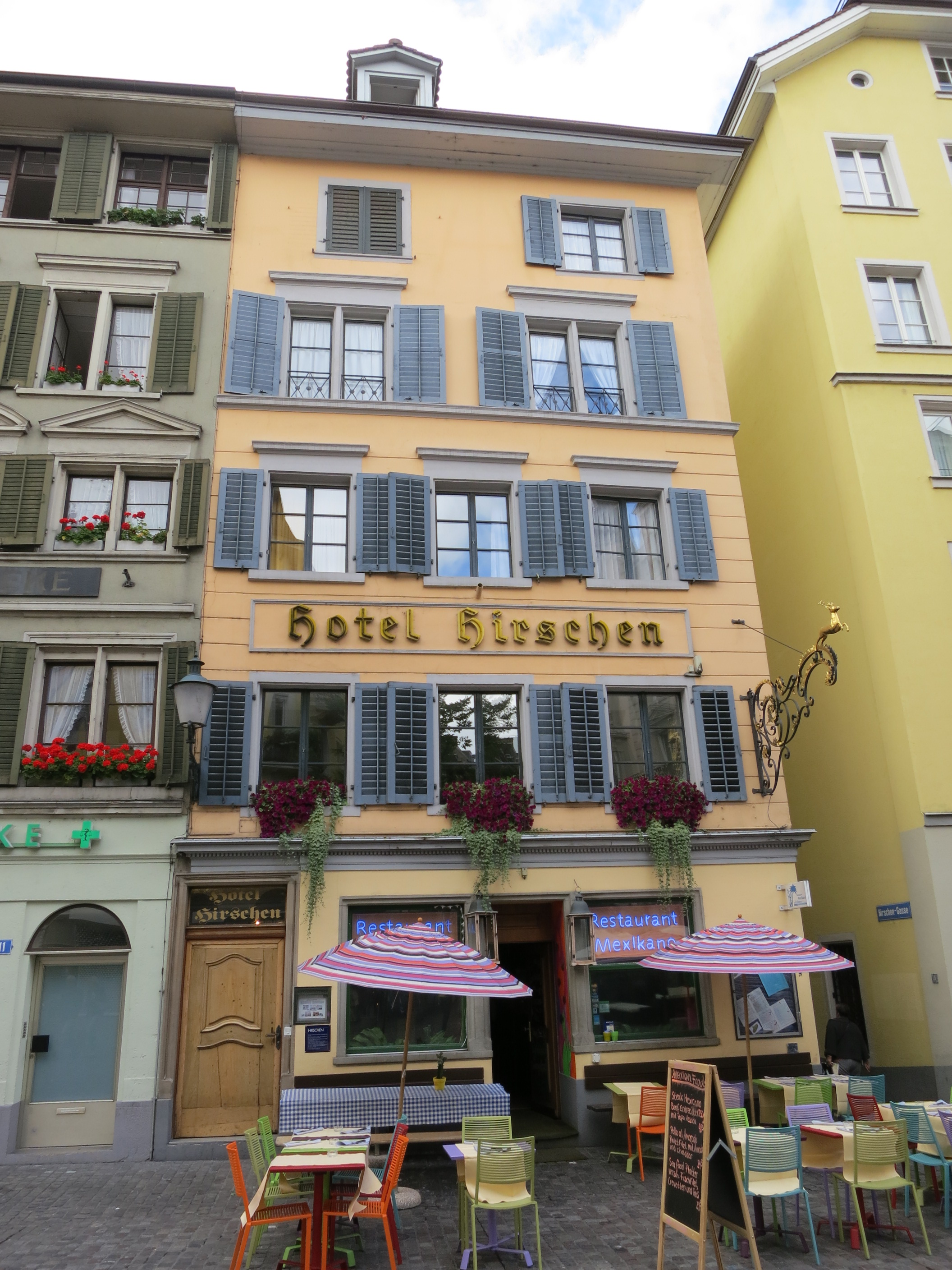
Hotel Hirschen, Zürich

Die Pfeffermühle war der Name eines legendären politischen Kabarett-Ensembles, das am 1. Januar 1933 in der Münchner Bonbonniere, in der Nähe des Hofbräuhauses, sein erstes Programm aufführte und per September desselben Jahres nach Zürich in die Schweiz umsiedelte, wo es im Hotel Hirschen zu einem der führenden Exilkabarette deutscher Sprache wurde.

## Geschichte

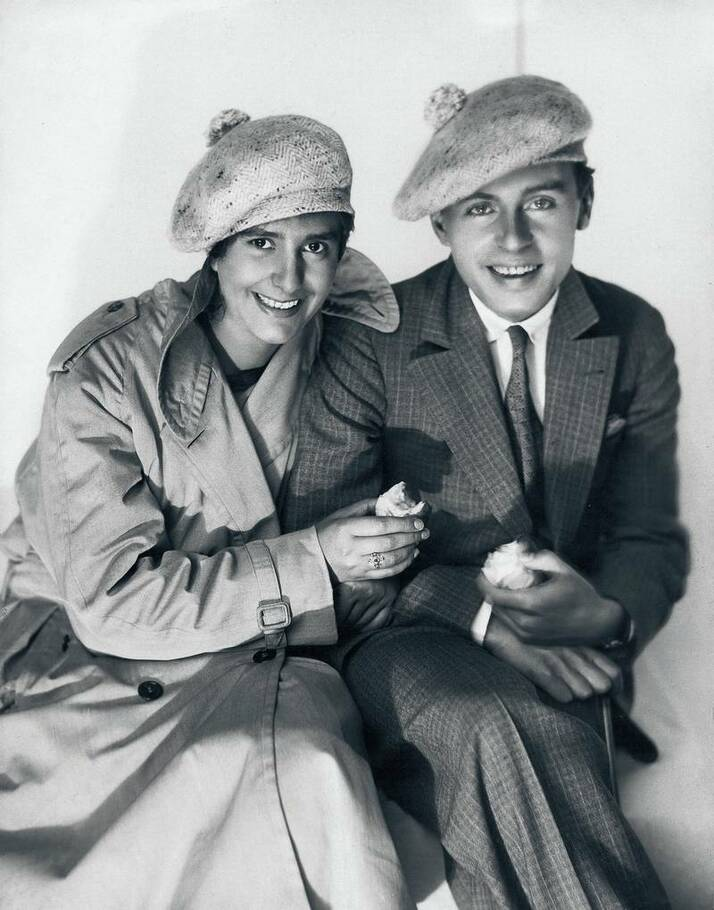
Erika und Klaus Mann 1927. Foto von Eduard Wasow

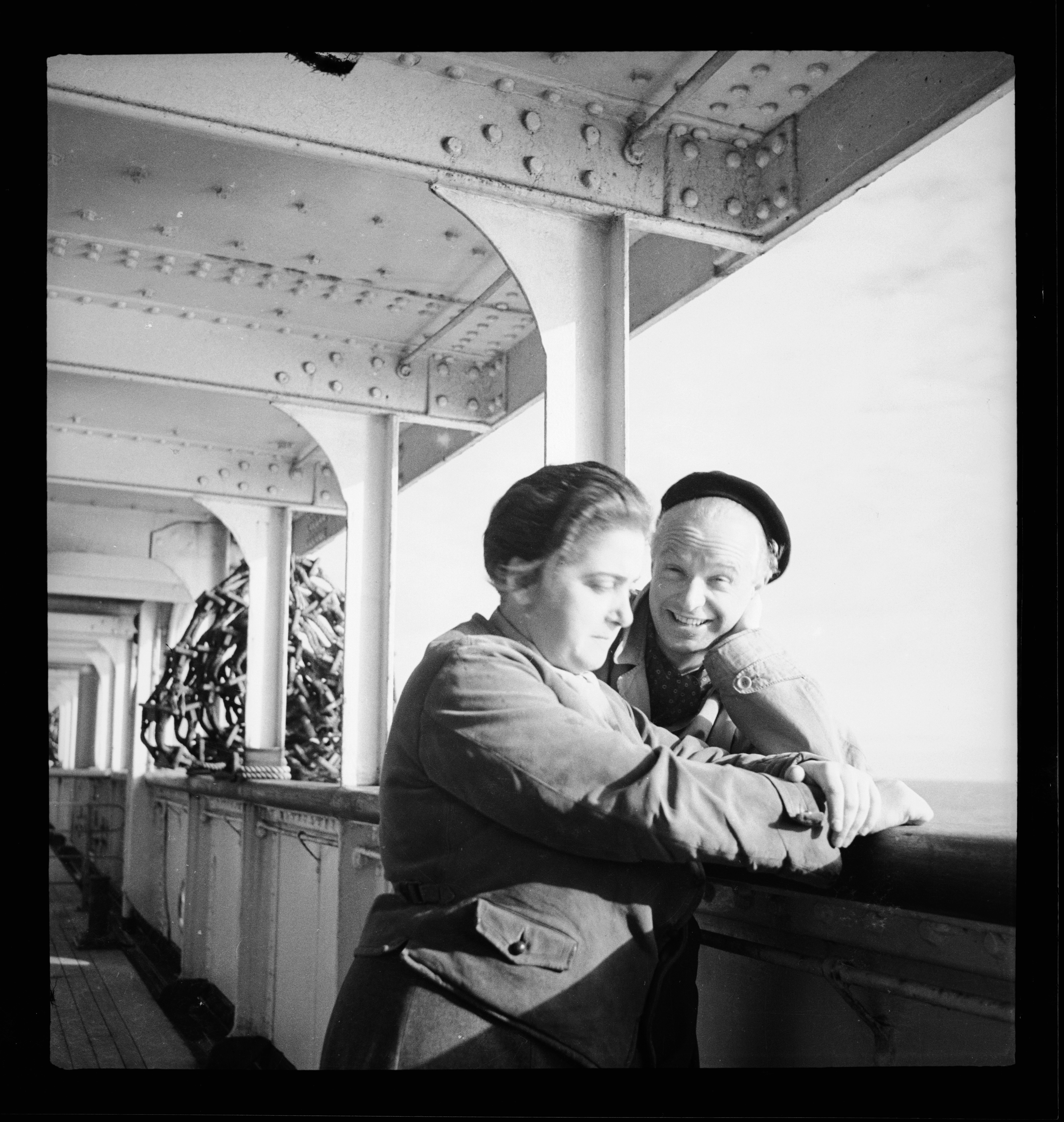
Therese Giehse und Magnus Henning 1936. Foto von Annemarie Schwarzenbach

Die Gründer waren Klaus und Erika Mann sowie Therese Giehse und Magnus Henning, der der Initiator des Kabaretts war. Zu den Textern gehörten außer Erika und Klaus Mann Walter Mehring und Wolfgang Koeppen, zu den Darstellern unter anderen Therese Giehse, Lotte Goslar, Sybille Schloß, Cilli Wang und Igor Pahlen. Magnus Henning komponierte und spielte Piano. Erika Mann schrieb viele Texte selbst und trat als Conférencière und Darstellerin oft in einem weißen Clownskostüm auf.
Den Namen Die Pfeffermühle hat Erika Manns Vater Thomas Mann erfunden, der bei einer Familiendiskussion über den Namen von Erikas geplantem Kabarett am Esstisch auf die Pfeffermühle zeigte und fragte: „Wie wär’s denn damit?“
Nur wenige Wochen nach der höchst erfolgreichen Premiere musste die Truppe vor den Nationalsozialisten aus Deutschland fliehen. 
Die Pfeffermühle nahm ihren Spielbetrieb als Exilkabarett am 30. September 1933 in Zürich im Hotel Hirschen wieder auf. Eine wichtige Gönnerin des Kabaretts war die Schweizerin Annemarie Schwarzenbach, die Die Pfeffermühle finanziell unterstützte. Es gelang Schwarzenbach, ihre Bekannte, Valeska Hirsch, spätere Ehefrau des Regisseurs Leopold Lindtberg, als Pianistin für das Kabarett zu gewinnen. Ohne das Mitwirken einer Person mit Schweizer Pass hätten die Behörden die Aufführungserlaubnis nicht erteilt. Das zweite Exilprogramm wurde am 1. Januar 1934  mit deutlicheren Bezügen, aber ohne ausdrückliche Namensnennung, auf das Dritte Reich gestartet. Die deutsche Gesandtschaft wandte sich am 6. Januar 1934 „wegen des Auftretens von Erika Mann“ an die Schweizer Bundesanwaltschaft. Sie nannte es „wünschenswert“, wenn der Vortrag ihrer „gegen Deutschland gerichteten Darbietungen verhindert würde“. Die Bundesanwaltschaft lehnte umgehend ab. Sie verwies darauf, dass es sich lediglich um satirische Bemerkungen handele.
Laut der Einschätzung des emeritierten Geschichtsprofessors der Universität Lausanne, Hans Ulrich Jost, waren die damals in der Schweiz vorherrschenden sozialen Spannungen in Zürich besonders spürbar. «Mit gewalttätigen Demonstrationen, beispielsweise gegen das Kabarett ‹Die Pfeffermühle› von Erika Mann oder gegen Aufführungen des Schauspielhauses, sorgten die Fronten, unterstützt durch die Bauernpartei (heute SVP), für permanente Unruhe.»
Es folgte das dritte, noch schärfere Exil-Programm am 3. Oktober 1934 im Clublokal der Gruppe 33 in Basel. Ein Zürcher Gastspiel im Kursaal löste Krawalle von Schweizer Frontisten aus. «Am 16. November gibt der Kabarett-Besucher James Schwarzbach mitten im Programm mit seiner Militärordonnanzpfeife das Signal zu Radau und Keilerei, die Frontisten im Saal balgen sich mit den Antifaschischsten, vor dem Kursaal wird geschrien ‹Juda verrecke› und ‹Use mit de Emigrante›, die Vorführungen werden nachhaltig gestört, von der Polizei des damals roten Zürich aber energisch beschützt.» Die Aufführungen ernteten 1934 auch Kritik von der Neuen Zürcher Zeitung, und verschiedene Kantone erließen sogar Aufführungsverbote.
Die Pfeffermühle kehrte der Schweiz den Rücken und begab sich ab 1935 auf Tournee durch die Tschechoslowakei und die Benelux-Länder.
1935 wurde Erika Mann als „geistiger Urheberin“ des „deutschfeindlichen“ Kabaretts die deutsche Staatsbürgerschaft aberkannt. Bis zur letzten Aufführung in Europa am 14. August 1936 gab die Pfeffermühle 1034 Vorstellungen. Als der Druck der Nationalsozialisten in Europa zu stark wurde, versuchte Erika Mann Anfang 1937 ohne Erfolg, mit The Peppermill in New York Fuß zu fassen. Nach wenigen Aufführungen war das Kabarett finanziell am Ende, ein reicher Gönner beglich die Schulden.
Therese Giehse und Magnus Henning kehrten nach Europa zurück. Lotte Goslar und Sybille Schloß blieben in Amerika, ebenso wie Erika Mann, die durch Vortragsreisen versuchte, die Amerikaner über die Gefahr, die vom nationalsozialistischen Deutschland ausging, aufzuklären.

## Zitat aus dem zweiten Exil-Programm
„Warum sind wir so kalt? / Warum, – das tut doch weh!
 Warum? Wir werden bald / Wie lauter Eis und Schnee!
 Beteiligt Euch, – es geht um Eure Erde! / Und Ihr allein, Ihr habt die ganze Macht!
 Seht zu, daß es ein wenig wärmer werde / In unserer schlimmen, kalten Winternacht!“